# Erhard Meister
Erhard Meister-Clemons (* 17. April 1948; † 13. Mai 2013;  heimatberechtigt in Merishausen) war ein Schweizer Politiker (SVP).

## Biografie
Meister studierte Agraringenieurwesen an der ETH Zürich und erlangte an der Michigan State University (USA) den Master und das Doktorat. Er arbeitete ab 1977 bei der Eidgenössischen Forschungsanstalt für Agrarökologie und Landbau in Reckenholz, ab 1989 als Mitglied der Geschäftsleitung. Meister war von 1985 bis 1998 Gemeindepräsident und Finanzreferent von Merishausen. 1999 kandidierte er erfolglos für den Nationalrat.
Vom 1. Januar 2001 bis zum 31. Januar 2010 war er Regierungsrat des Kantons Schaffhausen und Vorsteher des Volkswirtschaftsdepartements. Bei der Wahl vom August 2008 konnte er das beste Ergebnis der bestehenden Mitglieder erzielen. Sein Nachfolger im Regierungsrat wurde Ernst Landolt (SVP).
Meister war verheiratet und wohnte in Merishausen. Er starb am 13. Mai 2013 an den Folgen eines Hirnschlags.